# التلبس (رواية ل ماركاندا)
التلبس هي رواية باللغة الإنجليزية عام 1963 كتبتها Kamala Markandaya

## ملخص القصة
يبدأ عمل Possession في حوالي عام 1949، ويستمر خلال الخمسينيات وأوائل الستينيات  من القرن الماضي. تكتشف سيدة إنجليزية، السيدة كارولين بيل، فالميكي وهي راعية مشاة مراهقة كانت ترسم في الكهوف المحلية، في قرية في جنوب الهند.
بعد خطف فالميكي من تحت حماية سوامي swami رجل مسن، أعادته إلى لندن كفنان غريب للحيوانات الأليفة. تخاف السيدة بيل بغيرة من ارتباط فالميكي بها، ولا تستطيع منعه في النهاية من العودة إلى الهند بعد انتحار إيلي، إحدى الناجين من معسكرات الاعتقال التي يرسمها فالميكي ويجعل منها حاملا.
تتبعه عائدًا إلى الهند، لتجده مرتبطًا روحانيًا بالسوامي ويرسم مرة أخرى في الكهوف في قريته. يشير «التلبس» عنوان الكتاب إلى رغبة المرأة في امتلاك الرجل، وإلى حالته من «تلبسه» لهوية وقيم أجنبية غريبة عنه.

## للتعمق أكثر
- Hemamalathy, A. An Analysis of Kamala Markandaya’s Possessionas a Novel on the Growing up of the Artist, Language in India, Vol, 12 (2012)
- Nemet, Sofija, 'Hybridity in Jamala Markandaya's Possession.' Filolog, Vol. 13, No. 13 (June 2016), pp. 402–416
- Sethuraman, Ramchandryan. Writing across cultures: sexual/racial 'othering' in Kamala Markandaya's Possession. ARIEL: A Review of International English Literature, Vol 23, No. 3 (July 1992), pp. 101–120